# Thorwald Proll
Thorwald Proll. Nacido el 22 de julio de 1941 en Kassel, Alemania. Es un escritor y fue muy activo en el movimiento estudiantil alemán en la década de los sesenta.

## Inicio de la violencia
El 2 de abril de 1968, junto a Andreas Baader, Horst Söhnlein y Gudrun Ensslin, incendió dos tiendas por departamentos en Fráncfort del Meno como forma de protesta contra la Guerra de Vietnam. Los cuatro fueron arrestados dos días después.
Los cuatro acusados fueron convictos por incendio y poner en peligro la vida de los vigilantes y sentenciados a tres años de prisión. En junio de 1969, estuvieron temporalmente en libertad condicional bajo una amnistía para prisioneros políticos, pero en noviembre de ese año, la Corte Federal Constitucional de Alemania (Bundesverfassungsgericht), ordenó que regresaran a custodia. Horst Söhnlein cumplió con la orden; Thorwald Proll y los otros se fueron a la clandestinidad y salieron hacia Francia, donde permanecieron un tiempo en la casa del prominente periodista francés y revolucionario Régis Debray.
La hermana de Thorwald Proll, Astrid, fue introducida al grupo por él. Ella se unió a Baader, Ensslin y otros para formar la Fracción del Ejército Rojo en mayo de 1970. No obstante, Thorwald Proll se alejó del grupo y en diciembre dejó París para irse a Inglaterra.

## Al margen de la violencia
El 21 de noviembre de 1970, el mismo se entregó a la Oficina del Fiscal General en Berlín. En octubre de 1971, quedó prematuramente en libertad.
Después de su liberación, Proll, trabajó entre otras cosas como camarero, vendedor independiente y conferencista.
Desde 1978, Thorwald Proll vive en Hamburg como poeta, escritor y librero.